# تونس في الألعاب الأولمبية الصيفية 1988
شاركت تونس في دورة الألعاب الأولمبية الصيفية في سيئول في سنة 1988 في كوريا الجنوبية من 17 سبتمبر إلى 2 أكتوبر 1988. وهذا هو الظهور رقم 7 لتونس في دورة الألعاب الأولمبية الصيفية.

## وصلات خارجية
- الموقع الرسمي اللجنة الوطنية الأولمبية التونسية.
- تونس في الموقع الرسمي لجنة الأولمبية الدولية.